# Tour Gambetta
Tour Gambetta ist der Name eines Hochhauses im Pariser Vorort Courbevoie in der Bürostadt La Défense. Der 104 Meter hohe und 1975 fertiggestellte Wohnturm gehört zu den höchsten Frankreichs und ist der siebthöchste Wohnturm in La Défense. Auf 37 Etagen beherbergt er 304 Apartments.
Der Wohnturm ist mit der Métrostation La Défense und dem Bahnhof La Défense an den öffentlichen Nahverkehr im Großraum Paris angebunden.